# Bascons
Bascons je naselje in občina v francoskem departmaju Landes regije Akvitanije. Naselje je leta 2009 imelo 922 prebivalcev.

## Geografija
Kraj leži v pokrajini Gaskonji 12 km jugovzhodno od Mont-de-Marsana.

## Uprava
Občina Bascons skupaj s sosednjimi občinami Artassenx, Bordères-et-Lamensans, Castandet, Cazères-sur-l'Adour, Grenade-sur-l'Adour, Larrivière-Saint-Savin, Lussagnet, Maurrin, Saint-Maurice-sur-Adour in Le Vignau sestavlja kanton Grenade-sur-l'Adour s sedežem v Grenadi. Kanton je sestavni del okrožja Mont-de-Marsan.

## Zanimivosti
- utrjena cerkev sv. Amanda iz 13., prenovljena v prvi polovici 17. stoletja,
- kapela, izvir in čudežni vodnjak sv. Amanda, krajevnega patrona. Voda iz vodnjaka naj bi zdravila pelagro, ko je le-ta divjala po Gaskonji[2],
- arena Jean de Lahourtique.
- romanska kapela Notre-Dame de la Course Landaise iz 15. stoletja, Bostens,
- muzej landeških bikoborb, Course landaise, Bostens.

## Pobratena mesta
- Bartenheim (Haut-Rhin, Alzacija);

## Vir
1. ↑  »Populations légales 2016«. Nacionalni inštitut za statistične in gospodarske raziskave. Pridobljeno 25. aprila 2019.
2. ↑  Pays Grenadois, knjižica, izdana s strani Urada za turizem Skupnosti občin Pays grenadois, december 2011